# Arnovis Dalmero
Arnovis de Jesús Dalmero Arvilla (Ciénaga, Magdalena 23 de septiembre de 2000) es un deportista colombiano especializado en salto de longitud .  Ganó medalla de oro en los Juegos Panamericanos de 2023.

## Biografía
Triple saltador cuando era adolescente, Arnovis Dalmero se centra en el salto de longitud en 2021. El 21 de marzo de 2021, en Bogotá, logró 8,34 m, una actuación de nivel mundial pero que no puede ser homologada debido a un viento demasiado fuerte (+ 3,4 m/s).
El 29 de mayo de 2021 ganó la medalla de oro en el Campeonato Sudamericano de Guayaquil con 7,94 m, y la medalla de plata con el relevo colombiano 4×100 m en 39 s 65, detrás de Brasil.
El 17 de octubre de 2021, en la misma ciudad, ganó el título esperanzador sudamericano y superó por primera vez, con viento regular, la barrera de los 8 metros, con 8,04 m (+ 0,3 m/s). También ganó el título de relevos.
El 28 de julio de 2023 retuvo inicialmente su título continental en el campeonato sudamericano, ganando en São Paulo con 8,29 m (+ 0,6 m/s), récord colombiano, récord del campeonato y marca personal. Sin embargo, fue descalificado por calzado no conforme.